# Mornay-sur-Allier
Mornay-sur-Allier is een gemeente in het Franse departement Cher (regio Centre-Val de Loire) en telt 440 inwoners (1999). De plaats maakt deel uit van het arrondissement Saint-Amand-Montrond.

## Geografie
De oppervlakte van Mornay-sur-Allier bedraagt 21,4 km², de bevolkingsdichtheid is 20,6 inwoners per km².
De onderstaande kaart toont de ligging van Mornay-sur-Allier met de belangrijkste infrastructuur en aangrenzende gemeenten.

## Demografie
Onderstaande figuur toont het verloop van het inwonertal (bron: INSEE-tellingen).